# 항공교통본부
항공교통본부(航空交通本部, Air Traffic Management Office)는 대한민국 국토교통부의 소속기관이다. 2017년 5월 1일 발족하였으며, 대구광역시 동구 매여로1길 50-12에 위치하고 있다. 본부장은 고위공무원단 나등급에 속하는 임기제공무원으로 보한다.

## 직무
- 비행정보구역의 항공기 관제 및 경보에 관한 사항
- 항공로·비행정보구역의 비행정보 및 항공정보의 제공
- 항공기 수색구조업무의 지원 및 협조
- 공역 사용에 대한 검토와 조정 및 승인
- 항공교통흐름관리에 관한 사항
- 항공로관제 및 항공교통흐름관리 시설 및 장비의 신설과 개량 및 유지보수

## 연혁
- 1952년 7월: 미국공군이 중앙항로관제소를 신설(대구시 봉산동).
- 1958년 1월: 한국공군이 미국공군으로부터 중앙항로관제소를 인수.
- 1960년 4월: 중앙항로관제소를 대구시 봉덕동으로 이전.
- 1968년 11월: 미국공군이 고고도항로관제소를 창설(팔공산).
- 1973년 7월: 한국공군이 미국공군으로부터 고고도항로관제소를 인수.
- 1986년 6월: 중앙항로관제소를 공군대구기지로 이전하고 관제장비를 현대화.
- 1995년 3월 1일: 건설교통부가 중앙항로관제소를 인수하여 소속기관으로 항공교통관제소를 설치.
- 2001년 8월: 청사를 인천으로 이전하고 관제장비를 개량.
- 2002년 9월 18일: 항공안전본부 소속으로 변경.
- 2006년 7월 1일: 항공교통센터로 개편.
- 2009년 5월 6일: 항공안전본부를 폐지하고, 국토해양부 직속기관으로 변경.
- 2013년 3월 23일: 국토교통부 소속으로 변경.
- 2016년 3월 1일: 책임운영기관으로 지정.
- 2017년 5월 1일: 항공교통본부로 개편.

## 조직

### 본부장
- 운영지원과[2]
- 항공교통안전과[3]
- 항공교통조정과[4]
- 항공관제과[5]
- 공역정보과[3]
- 항행시설운영과[6]

### 소속기관
- 인천항공교통관제소
- 항공위성항법센터

## 업무

### 공역관리
인천 비행정보구역의 면적은 약 43만km2이다.

### 항공교통관제
인천 비행정보구역내 운항하는 모든 항공기에 대하여 지역관제업무, 비행정보업무, 조난항공기 경보업무를 제공하고 있다. 비행구역내 14개 접근관제소가 있으며, 항공교통센터는 각 접근관제소간의 "접근관제권한위임에관한합의서"에 의거 접근관제구역 및 계기비행 항공기 관제권을 위임하고 각 접근관제소는 위임받은 일정 공역내에서 항공교통관제업무를 수행하고 있다. 인천ACC는 인근 대련ACC, 평양ACC, 후쿠오카ACC, 도쿄ACC와 비행정보교환 및 항공기관제권을 인수,인계하고 있으며, 인천비행정보구역내 12개의 국제항공로 및 13개의 국내항공로 및 특수 사용공역 등으로 구성되어 있다. 이러한 광범위한 관할공역을 효율적으로 관리하기 위하여 관제구역을 8개 섹터(동부, 서북부, 서남부, 남부, 제주, 북부, 중부고고도 및 중부저고도)로 분할ㆍ운영하고 있다(단, 중부섹터는 고도 25,500피트를 기준으로 고고도ㆍ저고도석으로 분리하여 운영).

## 제2항공교통센터 건립
- 현재 운영중인 항공교통센터는 하루 평균 1,330여대의 민간항공기를 통제하고 있는데, 항공교통량이 급증하면서 하루 최대 수용량을 초과하는 날이 지속적으로 증가하고 있다. (항공교통센터 최대수용량(시간당 54~64대) 또한 교통센터에서 통제하지 못해 공중충돌경고장치가 12차례나 작동하는 등 위험이 발생하고 있다. 이에 따라 "공중 충돌 등 각종 위험을 줄이기 위해 제2항공교통센터를 비수도권에 건설하기로 했다"고 밝혔다. 현재 부지선정 작업에 들어간 상태다. 건설 예산은 750억원 정도로 보고 있다. "유사시에 인천에 있는 항공센터에 있는 관제사들이 재빨리 이동할 수 있도록 대구와 청주 등 교통이 편리한 곳을 부지로 정할 방침"이라고 말했다.[7]
- 2011년 10월 27일 제2항공교통센터 입지선정위원회는 제2항공교통센터(2ATC)의 입지를 대구로 결정했다. 위원회는 "운영적, 경제적, 사회.환경적 측면등 3개부문 18개 세부항목을 만든뒤 약100여명의 전문가 인력풀을 통해 평가를 수행했으며, 객관성을 올리기 위해 예비타당성 조사에서 널리 쓰이는 기술적 기법을 활용해 입지적합성을 판단했다"고 밝혔다. 제2항공교통센터는 2015년부터 운영된다. 1, 2ATC는 관할구역을 분할해 동시 운영하고 우발사태 발생 시에는 정상운영중인 ATC가 전체 관제공역을 통합해 무중단 관제서비스를 제공할 예정이다.[8][9]

## 같이 보기
- 항공기상청